# Atena Lucana
Atena Lucana là một đô thị (comune) thuộc tỉnh Salerno trong vùng Campania của Ý. Atena Lucana có diện tích 15 km2, dân số là 2231 người (thời điểm năm 2001).